# Darko Brašanac
Darko Brašanac (Čajetina, 12 de fevereiro de 1992) é um futebolista profissional sérvio que atua como meia. Atualmente joga no Leganés.

## Carreira
Darko Brašanac começou a carreira no Partizan.